# Liste von Persönlichkeiten der Stadt Unna
Diese Liste von Persönlichkeiten der Stadt Unna umfasst die Bürgermeister, Ehrenbürger, Söhne und Töchter der Stadt sowie weitere Persönlichkeiten mit Bezug zur Stadt.

## Bürgermeister

### Ehemalige Bürgermeister (bis 1919)
Übersicht ehemaliger Bürgermeister:
- 1420: Degenhard von Arnzberg[2]
- 1421: Johann von Büren[3]
- 1441: Degenhard von Arnzberg
- 1466: Godeke von Büren
- 1501, 1502, 1516: Degenhard von Arnzberg
- 1512: Robbert von Büren
- 1537: Degenhard von Arnzberg
- 1557, 1562 und 1573: Evert von Büren[4]
- 1573, 1582, 1591, 1597, 1601, 1606: Degenhard von Arnzberg
- 1588, 1590–1594: Winold von Büren
- 1596: Ludolph von Büren
- 1602, 1626: Winold von Büren
- vor 1663: Bertram Michael von Arnzberg
- 1667–1668: Johann von Büren
- bis 1809 Rulemann Köster
- von 1809 bis Dezember 1815 Lohann Leopold David Wiethaus
- von Dezember 1815 bis 31. Januar 1829 Heinrich Rocholl
- vom 20. Februar 1829 bis 26. April 1851 Heinrich Perizonius, zuvor Bürgermeister in Horstmar
- vom 26. April 1851 bis 28. Februar 1862 Louis von Schell, ab März 1862 Bürgermeister in Gütersloh
- von Frühjahr bis Herbst 1862 Bürgermeister Ebbecke (vertretungsweise)
- von November 1862 bis November 1871 Wilhelm Doerr
- vom 18. Juli 1872 bis 31. Dezember 1896 Adolf Eichholz
- vom 1. Januar 1897 bis 11. Dezember 1910 Friedrich Koch
- vom 1. Juli 1911 bis 15. Februar 1917 Viktor Pfeiffer
- vom 18. Oktober 1917 bis 30. September 1919 Georg Wiesner[5], ab 1927 Oberbürgermeister in Görlitz

### Bürgermeister seit der Weimarer Republik (ab 1919)
Übersicht der Bürgermeister seit 1919:
- vom 25. November 1919 bis 29. August 1925 Ernst Brüller[7]
- vom 12. Januar 1926 bis 8. März 1933 Herbert Emmerich (SPD)[7], am 2. September 1933 entlassen
- vom 9. März 1933 bis 5. Juli 1933 Louis Michel (in Vertretung)[7]
- vom 6. Juli 1933 bis 30. September 1939 Karl Kloeber (NSDAP), danach Bürgermeister in Fröndenberg[7]
- vom 1. Oktober 1939 bis 11. April 1945 Gustav Hohendahl (NSDAP)[7]

### Bürgermeister (seit 1945)
- vom 12. April 1945 bis 31. März 1946 Wilhelm Niemann (anschließend Stadtdirektor)
- vom 26. September 1946 bis 31. Oktober 1948 Josef Ströthoff (SPD)
- vom 1. November 1948 bis 4. Dezember 1952 Richard Schrader (CDU)
- vom 5. Dezember 1952 bis 26. Februar 1954 Wilko Freiherr von Wintzingerode (FDP)
- vom 27. Februar 1954 bis 26. November 1954 Josef Fischer (CDU)
- vom 29. November 1954 bis 17. Dezember 1958 Emil Rasche (SPD)[8]
- vom 18. Dezember 1958 bis 26. Februar 1959 Josef Ströthoff (mit der Wahrnehmung beauftragt bis zur Neuwahl des Bürgermeisters am 27. Februar 1959)
- vom 27. Februar 1959 bis 17. Oktober 1984 Erich Göpfert (SPD)
- vom 18. Oktober 1984 bis 30. September 1999 Willhelm Dördelmann (SPD)
- vom 1. Oktober 1999 bis 12. Oktober 2004 Volker W. Weidner (CDU)
- vom 13. Oktober 2004 bis 18. November 2020 Werner Kolter (SPD)
- seit 19. November 2020 Dirk Wigant (CDU)

### Stadtdirektoren
Übersicht ehemaliger Stadtdirektoren:
- vom 1. April 1946 bis 30. September 1946 Wilhelm Niemann (zuvor Bürgermeister in Unna)
- vom 1. Oktober 1946 bis 30. September 1958 Wilhelm Born
- vom 1. Dezember 1958 bis 30. September 1962 Albert Ehlgen
- vom 16. April 1963 bis 15. April 1975 Karl-Heinz Prescher
- vom 21. Mai 1975 bis 30. September 1999 Klaus Dunker

## Ehrenbürger
- Emil Bennemann (1882–1965), langjähriges Ratsmitglied
- Adolf Eichholz (1832–1903), Bürgermeister
- Erich Göpfert (1912–1988), Bürgermeister
- Josef Ströthoff (1884–1963), Bürgermeister

## Ehrenbürgermeister
- Wilhelm Dördelmann (Bürgermeister 1984–1999), seit 12. Dezember 2024[11]
- Werner Kolter (Bürgermeister 2004–2020), seit 12. Dezember 2024[11]

## Träger der Ehrennadel der Kreisstadt Unna
Die Ehrennadel der Kreisstadt Unna wurde vom Rat mit Beschluss vom 24. August 2023 gestiftet. Sie wird durch den Bürgermeister verliehen. Vorschlagsberechtigt sind alle Bürgerinnen und Bürger der Kreisstadt Unna, die Fraktionen im Rat sowie Vereine, Verbände, Initiativen, Stiftungen und sonstige gemeinwohlorientierte Organisationen mit Sitz in Unna.
- Alexandra Khariakova (verliehen am 10. November 2023)[13]
- André Decker (verliehen am 10. November 2023)[14]
- Joel Kaufmann (verliehen am 2. April 2024)[15]
- Dieter Rebbert und Monika Rebbert (verliehen am 16. April 2024)[16]
- Hannelore Höft (verliehen am 5. Mai 2024)[17]
- Oberstleutnant Andreas Golks (verliehen am 2. Oktober 2024)[18]
- Sigrun Krauß (verliehen am 8. November 2024)[19]
- Herbert Knorr (verliehen am 8. November 2024)[19]
- Franz Kampmann und Heinrich Kampmann (verliehen im November 2024)[20]
- Yusuf Koç (verliehen am 18. März 2025)[21]
- Olaf Weischenberg (verliehen am 14. Juni 2025)[22]

## In Unna geborene Persönlichkeiten

### Geboren bis 1900
- Johann Steinwert von Soest, auch Johann Grumelkut (1448–1506), Sänger und Dichter
- Hermann Alexander Roëll (1653–1718), Theologieprofessor an der Universität Utrecht
- Karl Andreas Duker (1670–1752), Philologe, Rhetoriker, Historiker, Professor und Rektor der Universität Utrecht
- Reinhard Heinrich Roll (1683–1768), Philosoph, Theologe und Hochschullehrer an der Universität Gießen
- Friederike von Bodelschwingh (1768–1850), Herrin auf Haus Heyde
- Friedrich Wilhelm Grube (1795–1845), preußischer Regierungsbeamter und Handelsagent
- Friedrich von der Heyden-Rynsch (1800–1868), deutscher Rittergutsbesitzer und Abgeordneter
- Conrad von Rappard (1805–1881), Mitglied der Frankfurter Nationalversammlung
- Carl Overweg (1805–1876), Politiker und Industrieller, Mitglied der Frankfurter Nationalversammlung, MdR
- Ludwig Josephson (1809–1877), ev.-luth. Pfarrer, Herausgeber und Schriftsteller
- Theodor Karl Schwartz (1813–1892), preußischer Generalmajor
- Otto von der Heyden-Rynsch (1827–1912), Jurist und Landrat des Kreises Dortmund
- Wilhelm von Velsen (1828–1894), preußischer Bergrat in Dortmund
- Ernst von Bodelschwingh (1830–1881), Offizier und Landrat
- Heinrich Fischbach (1833 – nach 1861), Maler der Düsseldorfer Schule und Restaurator
- Hermann Cremer (1834–1903), Theologe
- Ida von Bodelschwingh (1835–1894), Pfarrersgattin in Bethel
- Johann Wilhelm Spemann (1844–1910), Verleger
- Hermann Osthoff (1847–1909), Sprachwissenschaftler, Mitbegründer der Junggrammatiker
- Gottfried Schneider (1847–1905), Jurist, Politiker und Mitglied des Deutschen Reichstags
- Carl Julius Winter (1855–1914), Unternehmer
- Wilhelm Breitenbach (1856/57–1937), Biologe, Zoologe und Verleger
- Josef Keller (1861–1937), Jurist, Reichsgerichtsrat
- Heinrich Rürup (1876–1954), Politiker
- Heinrich Roleff (1878–1966), Weihbischof in Münster
- Wilhelm Lueg (1880–1956), Kolonial- und Ministerialbeamter
- Friedrich Seidenstücker (1882–1966), Fotograf
- Ida Kapp (1884–1979), Klassische Philologin
- Hans Martin Cremer (1890–1953), Schriftsteller
- Carl Maria Holzapfel (1890–1945), Schriftsteller und NS-Kulturfunktionär
- Paul Gmeiner (1892–1944), Politiker und Widerstandskämpfer gegen den Nationalsozialismus
- Ernst Herdieckerhoff (1892–1961), Chemiker
- Friedrich Hoßbach (1894–1980), Offizier, zuletzt General der Infanterie und Armeekommandeur während des Zweiten Weltkrieges, Verfasser der so genannten „Hoßbach-Niederschrift“ (1937)
- Josef Kannengießer (1894–1981), Journalist und Zentrumspolitiker
- Rudolf Suthoff-Groß (1894–1946), Jurist, Bürgermeister von Lüttringhausen sowie Bezirksbürgermeister im Berliner Bezirk Wedding
- Thea Rasche (1899–1971), Kunstfliegerin

### Geboren von 1901 bis 1960
- Paul Verhoeven (1901–1975), Schauspieler und Regisseur
- Carl Heuer (1907–1994), Maler
- Hermann Schomberg (1907–1975), Schauspieler
- Otto Lehmann-Brockhaus (1909–1999), Kunsthistoriker
- Ernst Gräwe (1914–1945), Soldat, zuletzt Sanitätsfeldwebel während des Zweiten Weltkrieges
- Inge Donnepp (1918–2002), Politikerin (SPD) und Landesministerin
- Wilhelm Buschulte (1923–2013), Glasmaler, Grafiker, Maler
- Manfred Kluge (1928–1971), Komponist, Kirchenmusiker und Musiktheoretiker
- Hugo Menze (1931–2015), Historiker und Germanist
- Willy Timm (1931–1999), Stadtarchivar und Unnas bedeutendster Heimathistoriker
- Karl-Heinz Wegmann (1934–1989), deutscher Kugelstoßer
- Hans Joachim Specht (1936–2024), Physiker und Hochschullehrer
- Renke Korn (1938–2020), Schriftsteller, Regisseur und Maler
- Klaus Tiedemann (1938–2018), Rechtswissenschaftler und Hochschullehrer
- Heinrich Conrads (1940–2022), Verbandsfunktionär im Ju-Jutsu
- Rolf Knieper (* 1941), Rechtswissenschaftler
- Sibylle Knauss (* 1944), Schriftstellerin
- Johannes G. Pankau (* 1946), Germanist
- Werner Kolter (* 1949), Bürgermeister von Unna
- Bodo Nowodworski (* 1949), Bürgermeister von Mettmann
- Roland Pröll (* 1949), Pianist
- Rudi Rauer (1950–2014), Handball-Nationalspieler
- Peter Kracht (1956–2022), Journalist und Historiker
- Johannes Hellermann (* 1957), Rechtswissenschaftler und Hochschullehrer
- Reinhard Hoffmann (* 1957), Mediziner, Generalsekretär wissenschaftlich-medizinischer Fachgesellschaften
- Rolf Stöckel (* 1957), Politiker (SPD)
- Petra Reski (* 1958), Journalistin und Schriftstellerin
- Ralf Michael Ebeling (* 1959), Professor für Betriebswirtschaftslehre
- Hubertus Knabe (* 1959), Historiker und Direktor der Gedenkstätte Berlin-Hohenschönhausen
- Susanne Riedel (* 1959), Schriftstellerin
- Gisbert Rühl (* 1959), Industriemanager, Vorstandsvorsitzender
- Norbert Weller (* 1959), Generalmajor des Heeres der Bundeswehr
- Harald von der Ems (* 1960), Fernsehreisejournalist und Fernsehmoderator
- Peter Menne (* 1960), Szenenbildner, Bühnenbildner, Maler

### Geboren ab 1961
- Bettina Fless (1961–2007), Schauspielerin, Dramatikerin, Dozentin und Theaterregisseurin
- Bernd Stelter (* 1961), Sänger und Kabarettist
- Raimon Weber (* 1961), Autor
- Ina Ruck (* 1962), Journalistin, Russland-Korrespondentin des WDR
- Claudia Stern (* 1962), Schlagersängerin
- Susanne Weirich (* 1962), Künstlerin und Kunstdozentin
- Thomas Faust (* 1963), Sozialökonom und Publizist
- Stephanie Jacobs (* 1963), Buchwissenschaftlerin
- Stefan Jürgens (* 1963), Schauspieler und Kabarettist
- Christoph Kucklick (* 1963), Soziologe, Journalist und Sachbuchautor
- Christian Finger (* 1964), Jazzschlagzeuger
- Friederike Fless (* 1964), Professorin für klassische Archäologie, Präsidentin des DAI
- Carsten Hütter (* 1964), Politiker (AfD)
- Dierk Schmidt (* 1965), Künstler
- Bernd Drücke (* 1965), Koordinationsredakteur der Graswurzelrevolution
- Thomas Hering (* 1967), Wirtschaftswissenschaftler, Hochschullehrer
- Dirk Wigant (* 1967), Politiker (CDU), Verwaltungsbeamter und Bürgermeister der Kreisstadt Unna
- Christian Jürgens (* 1968), Koch, mit drei Sternen im Guide Michelin ausgezeichnet
- Anna Engelke (* 1969), Journalistin
- Jens Nordalm (* 1969), Journalist und Autor
- Marco Antwerpen (* 1971), Fußballspieler und -trainer
- Sönke Möhring (* 1972), Schauspieler
- Giuseppe Reina (* 1972), Fußballspieler u. a. bei Borussia Dortmund (1999–2004)
- Tobias Lübben (* 1973), Journalist
- Marco Jakobs (* 1974), Leichtathlet und Bobfahrer
- Oliver Nachtwey (* 1975), Wirtschafts- und Gesellschaftswissenschaftler
- André Decker (* 1976), Regisseur und Schauspieler
- Ina Scharrenbach (* 1976), Politikerin (CDU), Ministerin für Heimat, Kommunales, Bauen und Gleichstellung des Landes Nordrhein-Westfalen
- Sabine Heinrich (* 1976), Moderatorin
- Daniel Graewe (* 1978), Jurist
- Christofer Heimeroth (* 1981), Fußballspieler bei Borussia Mönchengladbach
- Tobias Kargoll (* 1983), Medienmanager, Hip-Hop-Journalist, Unternehmer und Moderator
- Jannis Bäcker (* 1985), Bobfahrer
- Henning Tillmann (* 1985), Internetaktivist und Politiker (SPD)
- Sinja Dieks (* 1986), Schauspielerin
- Robert Mucha (* 1987), katholischer Theologe
- Felix Maxim Eller (* 1992), Filmemacher
- Lucas Liß (* 1992), Radrennfahrer
- Pascal Schmidt (* 1992), Fußballspieler
- Rick Zabel (* 1993), Radrennfahrer
- Katharina Wick (* 1996), Bobsportlerin und Leichtathletin
- Laura Nolte (* 1998), Olympiasiegerin 2022 im Zweierbob
- Liza Kastrup (* 1999), Volleyballspielerin
- Silas Ostrzinski (* 2003), Fußballspieler

## Bekannte Einwohner und mit Unna verbundene Persönlichkeiten
- Josef Baron (* 1920 in Oberschlesien, † 2020), Bildhauer, lebte in Unna-Hemmerde
- Carl von Bodelschwingh (* 1800 in Hamm, † 1873 in Berlin), preußischer Finanzminister und Herr auf Haus Heyde
- Udo von Bodelschwingh (* 1840 in Hamm, † 1921 in (Berlin-)Charlottenburg), königlich preußischer Ceremonienmeister und Kammerherr, Erbe von Haus Heyde
- Hartmut Hegeler (* 1946 in Bremen), Pfarrer, Aufklärer über Hexenverfolgung, Forschungen zur Heimatgeschichte
- Sven Kroll (* 1983 in Ahlen), Fernsehmoderator
- Carlernst Kürten (* 1921 in Waltrop, † 2000 in Unna), Bildhauer, lebte und wirkte in Unna
- Gerd Hergen Lübben (* 1937 in Sillenstede/Friesland), Dichter, Kultur- und Bildungsarbeiter in Unna (1972–1978)
- Peter Möbius (* 1941 in Berlin, † 2020 in Kamen), Fernseh- und Bühnenautor, Zeichner und Bühnenbildner, lebte in Unna
- Philipp Nicolai (* 1556 in Mengeringhausen, † 1608 in Hamburg), lutherischer Hofprediger und Pfarrer sowie Liederdichter, von 1596 bis 1601 Pfarrer in Unna
- Ernst Oldenburg (* 1914 in Danzig, † 1992 in Unna), Maler und Bildhauer, lebte ab 1967 in Unna-Kessebüren
- Christoph Friedrich Steffen von Plettenberg (* 1698 in Plettenberg, † 1777 auf Haus Heyde), Generalleutnant und Herr auf Haus Heyde
- Oskar Rückert (* 1876 in Meiningen, † 1943 in Unna), Lehrer und Unnaer Heimatforscher[23]
- Michael Sacher (* 1964 in Dortmund), Politiker (Bündnis 90/Die Grünen), wohnt in Unna
- Helmut Scherer (* 1934 in Paderborn), Karnevalist in Unna
- Richard Schrader (* 1911 in Bremen, † 1985 in Unna), Bürgermeister
- Ireen Sheer (* 1949 in Basildon, England), Schlagersängerin, wohnte in Unna-Billmerich
- Paul Spruth (* 1902 in Siegen, † 1971 in Unna), Lehrer und westfälischer Heimatdichter
- Fritz Steinhoff (* 1897 in Dortmund-Wickede, † 1969 in Hagen), Politiker, aufgewachsen in Unna-Massen
- Rolf Teigler (* 1957 in Unna), Filmkritiker, Filmeditor, Tonmeister, Autor, Regisseur und Produzent
- Peter Thorwarth (* 1971 in Dortmund), Regisseur, aufgewachsen in Unna
- Peter Trautner (* 1951 in Essen/Ruhr, † 2017), Maler und Bildhauer, wohnte in Unna-Stockum
- Carl Wegele (* 1859 in Würzburg, † 1930 in Frankfurt am Main), Badearzt in Königsborn
- Erik Zabel (* 1970 in Berlin), Radrennsportler, wohnt in Unna-Kessebüren